# ويليام ك. كلايتون
ويليام ك. كلايتون (بالإنجليزية: William C. Clayton) هو سياسي أمريكي، ولد في 24 يناير 1831 في الولايات المتحدة، وتوفي في 11 مارس 1915 في نفس البلد. حزبياً، نشط في الحزب الديمقراطي. وقد انتخب عضو مجلس ولاية فيرجينيا الغربية.